# Podobuče
Podobuče je uvala i naselje na poluotoku Pelješac, u općini Orebić.

## Zemljopis
Naselje se nalazi u pitomoj uvali na južnoj strani Pelješca uz obalu Jadrana.

## Stanovništvo
Prema popisu stanovništva iz 2001. godine u Podobuču obitava 35 stanovnika.
| broj stanovnika | 136   | 121   | 142   | 138   | 146   | 123   | 132   | 94    | 73    | 73    | 66    | 54    | 41    | 35    | 35    | 34    | 37    |
|                 | 1857. | 1869. | 1880. | 1890. | 1900. | 1910. | 1921. | 1931. | 1948. | 1953. | 1961. | 1971. | 1981. | 1991. | 2001. | 2011. | 2021. |

## Gospodarstvo
Područje gdje se nalazi uvala i naselje Podobuče je poznato po uzgoju vinove loze i proizvodnji vrhunskih peljeških vina. Vina s poluotoka Pelješac su svjetski poznata i svrstana u vina visoke kakvoće, pa se shodno tome stanovnici Podobuča uglavnom bave vinogradarstvom, ali ujedno i turizmom te ribolovom.

## Vanjske poveznice
- Poluotok Pelješac